# Staleži Nizozemskih Antila
Staten van de Nederlandse Antillen je bio parlament Nizozemskih Antila. Imao je 22 člana koje se biralo na četiri godine, uz tri višemandatna izborna okruga i dva jednomandatna izborna okruga: Curaçao je davao 14 zastupnika, Sveti Martin 3, Bonaire 3, Sveti Eustazije 1 i Saba 1 zastupnika. Sjedište parlamenta bio je u Willemstad na Curaçaou.
Guverner Nizozemskih Antila obnaša izvršnu vlast pod nadležnošću ministara koji su odgovorni parlamentu Nizozemskih Antila te zbog toga guverner nije u potpunosti neovisan.
10. listopada 2010. Nizozemski Antili su raspušteni te time i njihov parlament. Posljednja sjednica parlamenta održana je 22. siječnja 2010. godine.